# Girolamo De Mari
Girolamo De Mari (Génova, dezembro de 1644 - Génova, 3 de maio de 1702) foi o 135.º Doge da República de Génova e rei da Córsega.

## Biografia
A morte repentina do Doge Francesco Maria Sauli a 26 de maio de 1699, que morreu cerca de quatro meses antes do fim natural do mandato, levou a uma reunião antecipada dos membros do Grande Conselho (3 de junho), cuja maioria escolheu De Mari como o seu sucessor: o nonagésimo na sucessão bienal e o n.º cento e trinta e cinco na história republicana. Como Doge, ele também foi investido no cargo bienal de rei da Córsega. A República de Génova, que se declarou "dificilmente" neutra mesmo nas fases subsequentes que levaram à Guerra da Sucessão Espanhola, por ordem do Doge De Mari, não poderia negar a passagem de quatro batalhões franceses nos seus territórios genoveses. Após o término do seu mandato a 3 de junho de 1701, ele voltou a ocupar cargos públicos. De Mari faleceu a 3 de maio de 1702, aos 58 anos.